# 胡德堡
胡德堡（Fort Hood）是美国陆军在德克薩斯州基林附近的一处基地，大部分营房位于贝尔县，其他部分位于科里尔县。该基地是以南北战争期间南方联盟的将军约翰·贝尔·胡德的名字命名。该基地距离奥斯汀和韦科市各约100公里，是美国陆军现役装甲部队最大的本土基地。于1942年建成投入使用至今，2009年年初该基地共驻扎5.2万名士兵。面積相當於四分之三的香港面積。
2009年11月5日，在胡德堡军营发生了一起枪击事件，12名军人和1名军方雇员在事件中丧生，枪手为巴勒斯坦裔的美國陸軍少校尼达尔·马利克·哈桑。2020年又發生瓦內薩·吉倫失蹤案。在當年有25名胡德堡士兵非自然死亡，使得美国陆军部长下令整改。2020年12月8日，胡德堡军事基地內的14名军官和士兵遭解雇或停职，其中包括时任胡德堡司令官埃夫兰德少将。